# Lagenicella cylindrica
Lagenicella cylindrica är en mossdjursart som först beskrevs av Harmer 1957.  Lagenicella cylindrica ingår i släktet Lagenicella och familjen Teuchoporidae. Inga underarter finns listade i Catalogue of Life.